# Coqueiro Seco
Coqueiro Seco este un oraș în statul Alagoas (AL) din Brazilia.